# Leopold Facco
Leopold Facco (Vienna, 10 novembre 1907 – Vienna, 9 ottobre 1993) è stato un calciatore austriaco, di ruolo attaccante.

## Carriera

### Club
Inizia la carriera nel Brigittenauer, in cui esordisce all'età di 16 anni nel 1926 e rimane fino al 1930, anno in cui viene tesserato dall'Admira Vienna; con la squadra della capitale gioca per quattro stagioni consecutive e vince anche due campionati e due coppe nazionali austriache; successivamente, dopo un anno di inattività gioca per due anni consecutivi nel Wiener AC ed infine nella stagione 1937-1938 gioca nel Grazer AK.

### Nazionale
Fa il suo esordio in nazionale il 16 novembre 1930 giocando in una partita amichevole vinta per 4-1 contro la Svezia a Vienna; scende poi in campo il 22 febbraio 1931 nella partita di Coppa Internazionale persa per 2-1 contro l'Italia a Milano; con la nazionale austriaca vince la Coppa Internazionale 1931-1932.

## Palmarès

### Club

#### Competizioni nazionali
- Campionato austriaco: 2

Admira Vienna: 1931-1932, 1933-1934
- Coppa d'Austria: 2

Admira Vienna: 1931-1932, 1933-1934

### Nazionale
- Coppa Internazionale: 1

1931-1932